# Kasela
Koordinati:   43°44′40″N, 15°23′26″E
Kasela je nenaseljen otoček v Jadranskem morju. Pripada Hrvaški.
Kasela leži v Narodnem parku Kornati južno od otoka Kornata, njegova površina je 0,345 km², dolžina obale meri 3,54 km. Najvišji vrh je visok 61 mnm.